# Pleuroceridae
Pleuroceridae, nome comum pleurocerids, é uma família de caracóis de água doce de pequeno a médio porte, moluscos gastrópodes aquáticos com guelras na superfamília Cerithioidea. Esses caracóis têm um opérculo e normalmente uma concha robusta e alta.
A reprodução é iterópara, e os caracóis juvenis emergem de ovos colocados em uma superfície firme por uma fêmea gonocorística. Não há estágio de veliger.

## Distribuição
Conforme definido atualmente, esta família está confinada inteiramente às águas doces do leste da América do Norte. Caracóis semelhantes anteriormente classificados com Pleuroceridae, mas agora atribuídos a outras famílias são comuns em partes temperadas e tropicais do sul e leste da Ásia,  e África.  A maioria requer rios e córregos não poluídos, mas alguns estão adaptados para viver em lagos ou reservatórios.

## Taxonomia

### Taxonomia de 2005
As duas subfamílias a seguir foram reconhecidas na taxonomia de Bouchet & Rocroi (2005) :
- Pleurocerinae P. Fischer, 1885 - sinónimos: Ceriphasiinae Gill, 1863; Strepomatidae Haldeman, 1864; Ellipstomatidae Hannibal, 1912; Gyrotominae Hannibal, 1912; Anaplocamidae Dall, 1921
- Semisulcospirinae Morrison, 1952 - sinônimo: Jugidae Starobogatov, Prozorova, Bogatov & Sayenko, 2004 (n.a.)

### Taxonomia de 2009
A subfamília Semisulcospirinae dentro de Pleuroceridae foi elevada ao nível de família Semisulcospiridae por Strong & Köhler (2009).

## Gêneros
Há um nível muito alto de heterogeneidade mitocondrial em espécies aparentes de Pleuroceridae (o mais alto entre os gastrópodes, também com Semisulcospiridae ), que ainda não foi suficientemente explicado em 2015.
Gêneros dentro da família Pleuroceridae são organizados em uma subfamília apenas desde 2009 e incluem :
Pleurocerinae
- Pleurocera Rafinesque, 1818 - gênero tipo da família Pleuroceridae,[3]
- Elimia H. Adams & A. Adams, 1854 sinônimos: Goniobasis Lea, 1862
- Athearnia Morrison, 1971
- † Gyrotoma Shuttleworth, 1845
- Io Lea, 1831 - com a única espécie Io fluvialis (Say, 1825)
- Leptoxis Rafinesque, 1819
- Lithasia Haldeman, 1840